# マルコ・ストロッパ
マルコ・ストロッパ（Marco Stroppa、1959年12月8日 - ）は、イタリアの作曲家。

## 略歴
ヴェローナ、ミラノ、ヴェネチアの音楽院で、ピアノ、作曲、合唱指揮、そして電子音楽を学ぶ。1980年から1984年にかけて、パドヴァ大学のCentro di Sonologia Computazionaleで共同研究をしており、1986年までフルブライト・プログラムの奨学金を得て渡米し、マサチューセッツ工科大学で認知心理学、計算機科学、人工知能を学んだ。
ブーレーズに招かれ、1987年から1990年までIrcamの音楽研究部門で働く。1987年には、ハンガリーのソンバトヘイにて行われる国際バルトーク音楽祭を設立。リオン音楽院、パリ音楽院で教鞭を執ったのち、1999年にラッヘンマンの後任としてシュトゥットガルト音楽演劇大学の作曲科教授に就任した。

## 賞歴
- 1985 ASCAP Prize
- 1990 Cervo Prize for New Music
- 1996 Composition prize of the Salzburg Easter Festival

## 代表作品
- 1982 - 1984 Traiettoria for piano and computer-synthesized tape
- 1987        Pulsazioni
- 1987 - 1988 Spirali for string quartet
- 1993 - 1994 Hiranyaloka for orchestra
- 1989 - 1998 élet...fogytiglan for ensemble
- 1994 - 1999 Zwielicht for electronics
- 1996 - 1999 From Needle's Eye for trombone and ensemble
- 1991 - 2002 Miniature estrose Vols. 1 & 2 (14 pieces for solo piano)
- 2007 ... of silence for saxophone and chamber electronics ：静岡市文化振興財団委嘱、2007年11月23日静岡にてクロード・ドゥラングル初演[1][2][3]
- 2010        Let me sing into your ear for amplified basset horn and chamber orchestra